# 1.ª etapa del Giro de Italia 2018
La 1.ª etapa del Giro de Italia 2018 tuvo lugar el 4 de mayo de 2018 en Jerusalén sobre un recorrido de 9,7 km y fue ganada por el ciclista neerlandés Tom Dumoulin del equipo Sunweb quien inició con la Maglia Rosa la defensa del título obtenido el año anterior.
La primera Maglia Ciclamino también fue para Tom Dumoulin, la primera Maglia Bianca para el corredor alemán Maximilian Schachmann del equipo Quick-Step Floors e inicia la prueba como mejor equipo el Katusha-Alpecin.

## Clasificación de la etapa
| \| Clasificación de la etapa \| Clasificación de la etapa \| Clasificación de la etapa \| Clasificación de la etapa \| Clasificación de la etapa \| \| Ciclista \| Ciclista \| Equipo \| Tiempo \| \| \| ------------------------- \| ------------------------- \| ------------------------- \| ------------------------- \| ------------------------- \| \| 1.º \| Tom Dumoulin \| Team Sunweb \| 12 min 02 s \| \| \| 2.º \| Rohan Dennis \| BMC Racing Team \| + 2 s \| \| \| 3.º \| Victor Campenaerts \| Lotto-Soudal \| + 2 s \| \| \| 4.º \| José Gonçalves \| Katusha-Alpecin \| + 12 s \| \| \| 5.º \| Alex Dowsett \| Katusha-Alpecin \| + 16 s \| \| \| 6.º \| Pello Bilbao \| Astana \| + 18 s \| \| \| 7.º \| Simon Yates \| Mitchelton-Scott \| + 20 s \| \| \| 8.º \| Maximilian Schachmann \| Quick-Step Floors \| + 21 s \| \| \| 9.º \| Tony Martin \| Katusha-Alpecin \| + 27 s \| \| \| 10.º \| Domenico Pozzovivo \| Bahrain-Merida \| + 27 s \| \| |                       |                   |             |
| |                       |                   |             |
| Fuente: ProCyclingStats |                       |                   |             |
| Clasificación de la etapa |                       |                   |             |
| Ciclista | Ciclista              | Equipo            | Tiempo      |
| 1.º | Tom Dumoulin          | Team Sunweb       | 12 min 02 s |
| 2.º | Rohan Dennis          | BMC Racing Team   | + 2 s       |
| 3.º | Victor Campenaerts    | Lotto-Soudal      | + 2 s       |
| 4.º | José Gonçalves        | Katusha-Alpecin   | + 12 s      |
| 5.º | Alex Dowsett          | Katusha-Alpecin   | + 16 s      |
| 6.º | Pello Bilbao          | Astana            | + 18 s      |
| 7.º | Simon Yates           | Mitchelton-Scott  | + 20 s      |
| 8.º | Maximilian Schachmann | Quick-Step Floors | + 21 s      |
| 9.º | Tony Martin           | Katusha-Alpecin   | + 27 s      |
| 10.º | Domenico Pozzovivo    | Bahrain-Merida    | + 27 s      |

## Clasificaciones al final de la etapa

### Clasificación general(Maglia Rosa)
| \| Clasificación general \| Clasificación general \| Clasificación general \| Clasificación general \| Clasificación general \| \| Ciclista \| Ciclista \| Equipo \| Tiempo \| \| \| --------------------- \| --------------------- \| --------------------- \| --------------------- \| --------------------- \| \| 1.º \| Tom Dumoulin \| Team Sunweb \| 12 min 02 s \| \| \| 2.º \| Rohan Dennis \| BMC Racing Team \| + 2 s \| \| \| 3.º \| Victor Campenaerts \| Lotto-Soudal \| + 2 s \| \| \| 4.º \| José Gonçalves \| Katusha-Alpecin \| + 12 s \| \| \| 5.º \| Alex Dowsett \| Katusha-Alpecin \| + 16 s \| \| \| 6.º \| Pello Bilbao \| Astana \| + 18 s \| \| \| 7.º \| Simon Yates \| Mitchelton-Scott \| + 20 s \| \| \| 8.º \| Maximilian Schachmann \| Quick-Step Floors \| + 21 s \| \| \| 9.º \| Tony Martin \| Katusha-Alpecin \| + 27 s \| \| \| 10.º \| Domenico Pozzovivo \| Bahrain-Merida \| + 27 s \| \| |                       |                   |             |
| |                       |                   |             |
| Fuente: ProCyclingStats |                       |                   |             |
| Clasificación general |                       |                   |             |
| Ciclista | Ciclista              | Equipo            | Tiempo      |
| 1.º | Tom Dumoulin          | Team Sunweb       | 12 min 02 s |
| 2.º | Rohan Dennis          | BMC Racing Team   | + 2 s       |
| 3.º | Victor Campenaerts    | Lotto-Soudal      | + 2 s       |
| 4.º | José Gonçalves        | Katusha-Alpecin   | + 12 s      |
| 5.º | Alex Dowsett          | Katusha-Alpecin   | + 16 s      |
| 6.º | Pello Bilbao          | Astana            | + 18 s      |
| 7.º | Simon Yates           | Mitchelton-Scott  | + 20 s      |
| 8.º | Maximilian Schachmann | Quick-Step Floors | + 21 s      |
| 9.º | Tony Martin           | Katusha-Alpecin   | + 27 s      |
| 10.º | Domenico Pozzovivo    | Bahrain-Merida    | + 27 s      |

### Clasificación por puntos(Maglia Ciclamino)
| Clasificación por puntos | Clasificación por puntos | Clasificación por puntos | Clasificación por puntos | Clasificación por puntos |
| Ciclista                 | Ciclista                 | Equipo                   | Puntos                   |                          |
| ------------------------ | ------------------------ | ------------------------ | ------------------------ | ------------------------ |
| 1.º                      | Tom Dumoulin             | Team Sunweb              | 15 pts                   |                          |
| 2.º                      | Rohan Dennis             | BMC Racing Team          | 12 pts                   |                          |
| 3.º                      | Victor Campenaerts       | Lotto-Soudal             | 9 pts                    |                          |
| 4.º                      | José Gonçalves           | Katusha-Alpecin          | 7 pts                    |                          |
| 5.º                      | Alex Dowsett             | Katusha-Alpecin          | 6 pts                    |                          |
| 6.º                      | Pello Bilbao             | Astana                   | 5 pts                    |                          |
| 7.º                      | Simon Yates              | Mitchelton-Scott         | 4 pts                    |                          |
| 8.º                      | Maximilian Schachmann    | Quick-Step Floors        | 3 pts                    |                          |
| 9.º                      | Tony Martin              | Katusha-Alpecin          | 2 pts                    |                          |
| 10.º                     | Domenico Pozzovivo       | Bahrain-Merida           | 1 pt                     |                          |

### Clasificación de los jóvenes(Maglia Bianca)
| Clasificación del mejor joven | Clasificación del mejor joven | Clasificación del mejor joven | Clasificación del mejor joven | Clasificación del mejor joven |
| Ciclista                      | Ciclista                      | Equipo                        | Tiempo                        |                               |
| ----------------------------- | ----------------------------- | ----------------------------- | ----------------------------- | ----------------------------- |
| 1.º                           | Maximilian Schachmann         | Quick-Step Floors             | 12 min 23 s                   |                               |
| 2.º                           | Valerio Conti                 | UAE Team Emirates             | + 8 s                         |                               |
| 3.º                           | Mads Würtz                    | Katusha-Alpecin               | + 9 s                         |                               |
| 4.º                           | Felix Großschartner           | Bora-Hansgrohe                | + 10 s                        |                               |
| 5.º                           | Rémi Cavagna                  | Quick-Step Floors             | + 14 s                        |                               |
| 6.º                           | Sam Oomen                     | Team Sunweb                   | + 21 s                        |                               |
| 7.º                           | Louis Vervaeke                | Team Sunweb                   | + 27 s                        |                               |
| 8.º                           | Ben O'Connor                  | Dimension Data                | + 28 s                        |                               |
| 9.º                           | Chris Hamilton                | Team Sunweb                   | + 29 s                        |                               |
| 10.º                          | Fausto Masnada                | Androni Giocattoli-Sidermec   | + 30 s                        |                               |

### Clasificación por equipos"Super Team"
| Clasificación por equipos | Clasificación por equipos | Clasificación por equipos | Clasificación por equipos |
| Equipo                    | Equipo                    | Tiempo                    |                           |
| ------------------------- | ------------------------- | ------------------------- | ------------------------- |
| 1.º                       | Katusha-Alpecin           | 37 min 01 s               |                           |
| 2.º                       | Team Sunweb               | + 33 s                    |                           |
| 3.º                       | Lotto Soudal              | + 39 s                    |                           |
| 4.º                       | BMC Racing Team           | + 41 s                    |                           |
| 5.º                       | Bora-Hansgrohe            | + 50 s                    |                           |
| 6.º                       | Astana                    | + 50 s                    |                           |
| 7.º                       | Movistar Team             | + 51 s                    |                           |
| 8.º                       | Quick-Step Floors         | + 52 s                    |                           |
| 9.º                       | UAE Team Emirates         | + 56 s                    |                           |
| 10.º                      | Mitchelton-Scott          | + 1 min 06 s              |                           |

## Abandonos
- Kanstantsin Siutsou, por caída y fractura de vértebra en el reconocimiento previo al inicio de la etapa.[2]